# Protocuspidaria pusilla
Protocuspidaria pusilla is een tweekleppigensoort uit de familie van de Protocuspidariidae. De wetenschappelijke naam van de soort is voor het eerst geldig gepubliceerd in 1995 door Krylova.